# Avenida Hoyos Rubio
La avenida Rafael Hoyos Rubio es una de las principales avenidas de la ciudad de Cajamarca, en el Perú. Se extiende de suroeste a noreste a lo largo de 18 cuadras numeradas y conecta el centro histórico con el aeropuerto Armando Revoredo Iglesias.

## Historia
Según un plano del año 1974, la avenida se llamaba Aviación. En el año 2011, durante la gestión edil de Ramiro Bardales Vigo, se remodeló la avenida en el tramo comprendido por la cuadra 11 y el puente sobre el río Maschcon. A finales del año 2015, durante la gestión edil de Manuel Becerra Vílchez, la avenida fue remodelada entre las cuadras 1 y 3.

## Recorrido
Se inicia en el jirón Revilla Pérez, con un sentido de circulación de este a oeste. En la cuadra 2 se convierte en una avenida de doble sentido, recibiendo el tráfico proveniente del jirón Dos de Mayo. En la cuadra 3 está ubicada la plazuela Hoyos Rubio, donde se levanta un monumento al personaje homónimo. A un costado se encuentra la capilla Nuestra Señora de Guadalupe.
A partir de la intersección con el jirón Manuel Seoane, la avenida acoge a una serie de líneas de transporte público. En esta zona predominan casas de adobe, las cuales al parecer estuvieron anexadas al centro histórico cuando la zona urbana comprendía solo aquella parte de la ciudad. En la cuadra 6 se localiza el asilo de ancianos Obispo Grozo, cuya administración está regida por las Hermanas Carmelitas de la Iglesia católica.
En la cuadra 7 está ubicado el centro comercial El Quinde Shopping Plaza, el cual acoge como tiendas ancla a Saga Falabella, Metro y París, siendo esta la primera construcción de este tipo en la ciudad. En la cuadra 8 se encuentra el conjunto residencial Fonavi II, cuya construcción data de los años 1990. En la intersección con las avenidas Evitamiento Norte y Andrés Zevallos se tiene proyectada la construcción de un paso a desnivel elevado.
En esta intersección se inicia el recorrido de una ciclovía que se emplaza a lo largo del margen derecho de la avenida. Entre las cuadras 10 y 13 se ubica la urbanización Horacio Zevallos, la cual fue construida en beneficio de los docentes de la Universidad Nacional de Cajamarca. Además, en esta zona destacan el condominio Torres de San Antonio y un pequeño hospital de consultorios EsSalud. En la cuadra 14 se localiza una tienda automotriz de Toyota.
En el tramo comprendido entre las cuadras 14 y 15 se encuentra la urbanización Campo Real, la cual fue construida sobre un descampado entre las urbanizaciones Horacio Zevallos y Las Torrecitas. Esta zona se caracteriza por la existencia de discotecas y salones de eventos. La urbanización Las Torrecitas se extiende hasta la cuadra 17. En la cuadra 18 está ubicado el colegio Pamer, cuyo local perteneció anteriormente al colegio William Harvey.
En este sector la avenida atraviesa una zona suburbana, cada vez disminuyen más las zonas residenciales, mas aún predominan los espacios de entretenimiento nocturno. Poco después se ubica el sector denominado Columbito, es allí donde se localiza el campus del colegio Davy, uno de los más exclusivos de Cajamarca. Más adelante, se desprende de la avenida Hoyos Rubio una carretera que conduce hacia las Ventanillas de Otuzco.
La avenida Hoyos Rubio pierde su berma central y se convierte en una vía con una sola calzada, a la vez que el casco urbano de la ciudad de Cajamarca finaliza. Finalmente, luego de atravesar un puente del río Mashcon confluye en el acceso principal del aeropuerto Armando Revoredo Iglesias. Cabe resaltar que en esta intersección se da inicio a una carretera que conduce hacia las zonas rurales del distrito de Baños del Inca, por lo que esta avenida podría considerarse como una ruta interdistrital.